# Nekketsu
Nekketsu (熱血, lit. sangre caliente) es un género de manga y anime que se caracteriza por relatar historias con altas dosis de acción y violencia. La historia suele girar en torno a un protagonista y sus amigos, que van superando obstáculos mientras maduran y se hacen más fuertes. Por lo general, se proponen y defienden valores elevados, así como la autosuperación, la amistad y el trabajo. Sus personajes están diseñados para que el joven espectador pueda identificarse con el protagonista.
El término nekketsu corresponde, por lo general, a una estructura particular de narración, por lo que puede englobar a historias realistas y fantásticas. También está asociada con el mundo de los deportes. Uno de sus mayores exponentes es la franquicia de Dragon Ball. Este tipo de literatura es popular en Francia y se caracteriza por la velocidad, la fragmentación, la ansiedad y el individualismo. Algunas historias pertenecientes al género nekketsu se han convertido en obras de culto e incluso existen estudios que las consideran parte de la neoépica y las sagas fantásticas, ya que pueden incluir referencias a mitologías tales como la griega (en el caso de Saint Seiya).

## Características

### Protagonista
- El héroe suele ser un niño o un adolescente huérfano. Puede vivir lejos de sus padres o ser un adulto joven.
- El héroe a menudo tiene un sueño que quiere cumplir (suele ser el de convertirse en el más fuerte del mundo), sin importar cuáles sean los obstáculos que tenga que superar para lograrlo.
- Suele ser honesto e inocente, y a menudo es ingenuo.
- El protagonista suele ser de buen corazón, independientemente del carácter que este posea.
- Tiene poderes o habilidades sobrehumanas, o poderes mágicos.
- Se reunió con los amigos durante la aventura, luchando contra el mal o para conseguir su propósito.
- Su más grande rival en general puede llegar a ser su más grande aliado con el tiempo.
- Le gusta mostrar sus habilidades para superarse a sí mismo y no por afán de protagonismo.
- Tiene un gran talento natural para el combate.
- Honestidad (la justicia), espíritu de grupo (amistad) y la dedicación al interés público (el deseo de ganar) son los principales valores transmitidos por el héroe, protagonista del nekketsu.

Algunos ejemplos de protagonistas del nekketsu serían: Son Gokū (Dragon Ball), Saitama (One Punch-Man), Monkey D. Luffy (One Piece), Naruto Uzumaki (Naruto, Boruto: Naruto Next Generations), Yūsuke Urameshi (Yū Yū Hakusho), Gon Freecss (Hunter × Hunter), Seiya (Saint Seiya), Ichigo Kurosaki (Bleach), Natsu Dragneel (Fairy Tail), Izuku Midoriya (Boku no Hero Academia), Tsuna (Katekyō Hitman Reborn!), Asta (Black Clover), Yūji Itadori (Jujutsu Kaisen).

### Características típicas del Nekketsu
- En general la historia se basa en un mundo ficticio.
- Los personajes van mejorando progresivamente a lo largo de la historia, desarrollando nuevas habilidades con el tiempo y en situaciones extremas.
- Los personajes suelen recordar muchos aspectos del pasado.
- En los nekketsu siempre hay cierto toque humorístico en mayor o menor medida.
- Este tipo de series suelen transmitir valores como la importancia de la amistad y el nunca rendirse ante la adversidad.
- Aunque no se le da mucho protagonismo al romance, suele haber uno o varios personajes enamorados de otros de la historia y viceversa.
- Suelen existir varios estereotipos de personajes en el nekketsu como el tímido, el solitario, el rebelde, o el impulsivo (que suele ser un guerrero y líder natural. Además, este tipo de personajes generalmente son los protagonistas de la trama).
- Muchas veces, además de los antagonistas, suele haber varios enemigos menores o rivales que se entrometan en el camino de los héroes.

Ejemplos de series nekketsu: Hokuto no Ken (considerado en Japón como el primero de este género), Dragon Ball, Naruto Shippuden, One Piece, Saint Seiya, Bleach, Fairy Tail, Katekyō Hitman Reborn!, Beelzebub, B't X, Hunter × Hunter, Black Clover, Boku no Hero Academia, Shingeki no Kyojin, Yū Yū Hakusho, Jujutsu Kaisen￼.